# Bathypectinura
Bathypectinura is een geslacht van slangsterren uit de familie Ophiodermatidae. De wetenschappelijke naam van het geslacht werd in 1909 voorgesteld door Hubert Lyman Clark.

## Soorten
- Bathypectinura heros (Lyman, 1879)

niet geaccepteerde namen
- Bathypectinura lacertosa (Lyman, 1883) = Bathypectinura heros (Lyman, 1879)
- Bathypectinura tessellata (Lyman, 1883) = Bathypectinura heros (Lyman, 1879)
- Bathypectinura conspicua (Koehler, 1897) = Bathypectinura heros (Lyman, 1879)
- Bathypectinura elata (Koehler, 1906) = Bathypectinura heros (Lyman, 1879)
- Bathypectinura gotoi Matsumoto, 1915 = Bathypectinura heros (Lyman, 1879)